# AEK Atene
Athlitikί Énosis Konstantinoupόleos ali preprosto AEK je grški nogometni klub iz Aten. Ustanovljen je bil 13. aprila 1924 in trenutno igra v Superleague, 1. grški nogometni ligi.
AEK je bil trinajstkrat grški državni prvak in dvajsetkrat podprvak. Ima pa tudi en naslov prvaka druge grške lige in en naslov prvaka tretje grške lige, štiri naslove prvaka atenskega regionalnega prvenstva, petnajst naslovov prvaka in sedem naslovov podprvaka grškega pokala, dva naslove prvaka in tri naslove podprvaka grškega superpokala, en naslov prvaka grškega ligaškega pokala. Z evropskih tekmovanj pa so vidnejši uspehi AEK-a en naslov podprvaka balkanskega pokala (1967), uvrstitev v polfinale Evropske lige v sezoni 1976/77, dvakratna uvrstitev v evropski pokal pokalnih prvakov (1996/97, 1997/98) ter uvrstitev v četrtfinale Lige prvakov v sezoni 1968/69.
Domači stadion AEK-a je Olympic Stadium v Atenah, ki sprejme 69,618 gledalcev. Barvi dresov sta črna in rumena. Nadimki nogometašev pa so Énosis ("Unija"), Kitrinómavri ("Rumeno-Črni"), Dikéfalos Aetós ("Dvoglavi orli").

## Rivalstvo
Največja rivala AEK-a sta mestni tekmec Panathinaikos in eden najbolj znanih in uspešnih grških klubov, Olympiacos.